# گوموش‌دره (هوپا)
گوموش‌دره (به لاتین: Gümüşdere) یک منطقهٔ مسکونی در ترکیه است که در هوپا واقع شده‌است. گوموش‌دره ۲۲۷ نفر جمعیت دارد.